# Mutsu (manzana)
Mutsu sinónimo Crispin® es una variedad cultivar de manzano (Malus domestica). 
Un híbrido de manzana del cruce de 'Golden Delicious' x 'Indo'. Criado en 1930 en la Estación Experimental de Manzanas de Aomori Japón, y fructificado por primera vez en 1939. Fue descrito y nombrado en 1948 pero renombrado 'Crispin' en el Reino Unido y Estados Unidos por razones comerciales en 1968. Las frutas tienen una pulpa firme, de textura fina y jugosa que es un poco dulce, algo ácido con un sabor refrescante y agradable. Zona de rusticidad según el departamento USDA, de nivel más apropiado 4.

## Sinonimia
- "Crispin®",
- "Matzu".

## Historia

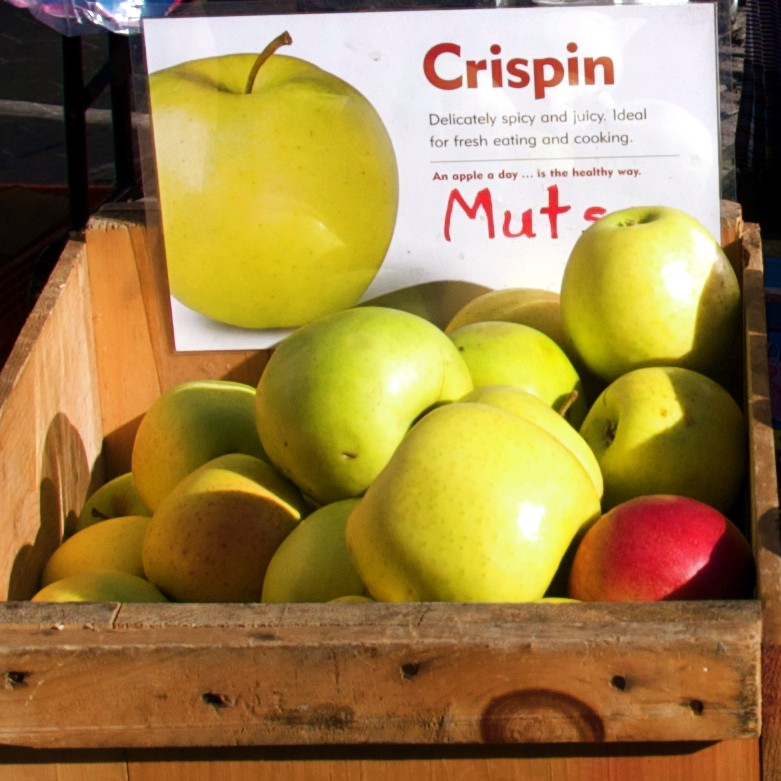
Manzanas Mutsu sinónimo Crispin.

'Mutsu' es una variedad de manzana, híbrido del cruce de 'Golden Delicious' x 'Indo'. Desarrollado y criado a partir de Parental-Madre 'Golden Delicious' mediante una polinización por Parental-Padre la variedad 'Indo'. Criado en 1930 en la Estación Experimental de Manzanas de Aomori Japón, y fructificado por primera vez en 1939. Fue descrito y nombrado en 1948 pero renombrado 'Crispin' en el Reino Unido y Estados Unidos por razones comerciales en 1968.
'Mutsu' está cultivada en diversos bancos de germoplasma de cultivos vivos tales como en National Fruit Collection (Colección Nacional de Fruta) de Reino Unido con el número de accesión: 1953-010 y Nombre Accesión : Mutsu (LA 69A).

## Características
'Mutsu' árbol de extensión erguida, de vigor moderadamente vigoroso, portador de espuela. Tiene un tiempo de floración que comienza a partir del 6 de mayo con el 10% de floración, para el 10 de mayo tiene una floración completa (80%), y para el 17 de mayo tiene un 90% caída de pétalos. Proclive a la vecería.
'Mutsu' tiene una talla de fruto grande tendiendo a muy grande; forma cónica redonda a oblonga, y a veces irregular, con altura 70.00mm y anchura 70.00mm; con nervaduras medias; epidermis grasosa brillante con color de fondo es verde cambia a amarillo dorado a medida que la manzana madura, con un sobre color lavado cobre, importancia del sobre color ausente o muy bajo, y patrón del sobre color chapa, presentando un ligero rubor cobrizo en la zona expuesta al sol, las lenticelas de color claro, pequeñas pero distintas, escasas y dispersas, «russeting» (pardeamiento áspero superficial que presentan algunas variedades) muy bajo; cáliz pequeño y ligeramente abierto, ubicado en una cuenca de profundidad media y estriada, suele tener nervaduras en la cara y alrededor del ojo; pedúnculo medio largo y medio robusto, colocado en una cavidad amplia y profunda cubierta con un ligero «russeting» estrellado saliendo los radios hacia los hombros; carne de color blanco cremoso, densa y de textura gruesa, crujiente y muy jugosa. Sabor meloso, a veces con notas de anís y cuando se cultiva en climas cálidos, el picante es más pronunciado. A menudo se colocan bolsas de papel sobre la manzana para realzar su color dorado, pero esto tiende a debilitar el sabor.
Su tiempo de recogida de cosecha se inicia a mediados de octubre. Se mantiene bien durante cuatro meses, en el primer mes después de la cosecha tiende a mejorar su sabor.
La práctica de embolsar la manzana 'Mutsu' se utiliza en Japón para realzar una coloración roja brillante demandada por el mercado.

## Usos
Destinada a una manzana fresca para comer, pero también se utiliza en tartas debido a su tendencia a mantener su forma. Ampliamente utilizado para la producción comercial de tartas de manzana. 
Se utiliza para hacer jugo y sidra (ºBrix 13,3/ Gravedad específica: 1.054), aunque aporta poco sabor adicional.

## Ploidismo
Triploide, auto estéril. Produce solo polen estéril. Requiere un árbol cercano que produzca polen compatible. Grupo de polinización: D, Día 14.

## Vulnerabilidades
Susceptible a la sarna del manzano.